# Sisakvirág
A sisakvirág (Aconitum), ismert még mint a „mérgek királynője”, akonit, farkasfű, a boglárkafélék (Ranunculaceae) rendjébe tartozó, lágy szárú fajokat magába foglaló nemzetség. Rendszerezésük vitatott, némelyek 60, mások 350 fajt sorolnak ebbe a nemzetségbe. Fő hatóanyaga az akonitin, mely emberre és állatra nézve egyaránt halálos méreg, de ezen kívül tartalmaz még több, szintén mérgező anyagot.
A görög mitológiában először Hekaté istennő fedezte fel, majd alkalmazta. Így követői az egyik szent növényének tartják.

## Elterjedés
Fő elterjedési területük az északi félteke, és egybeesik a poszméhek (Bombus) elterjedési területével, mivel a speciális virágot csak ezek a fajok képesek beporozni. Főleg magashegységekben fordulnak elő, a Kárpátokban is több, egymáshoz nagyon hasonló fajuk él.

## Jellemzők
Termetes, akár az egyméteres magasságot is elérő évelő növények. Leveleik szórt állásúak, tenyeresen osztottak, vagy szeldeltek. Virágaik zigomorfak, a nemzetség nevét adó sisak a színes csészelevelek összenövésével jött létre. A sisakban két hosszú nyelű mézfejtő van. A bibék a porzóknál egy héttel később érnek, ez meggátolja az önbeporzást. A poszméhek az alsóbb, idősebb virágokat termékenyítik meg először, majd a felső virágokat meglátogatva vesznek fel új virágport.

## Magyarországon őshonos fajai
Magyarországon négy faja él, mind a négy védettséget élvez.
- Méregölő sisakvirág (A. anthora L.)
- Farkasölő sisakvirág (A. vulparia Rchb.)
- Moldvai vagy kárpáti sisakvirág (A. moldavicum)
- Karcsú sisakvirág (A. variegatum L. subsp. gracile (Rchb.) Gáyer

| Sisakvirágok elterjedése Magyarország hegységeiben     |        |          |            |         |         |       |        |       |        |                  |
| Hegységek                                              | Bakony | Börzsöny | Bükk-vidék | Cserhát | Gerecse | Mátra | Mecsek | Pilis | Vértes | Zempléni-hegység |
| Sisakvirág (Aconitum)                                  |        |          |            |         |         |       |        |       |        |                  |
| méregölő sisakvirág (Aconitum anthora)                 |        |          | Van        | Van     |         | Van   |        | Van   |        | Van              |
| kárpáti sisakvirág (Aconitum moldavicum)               |        |          | Van        |         |         |       |        |       |        | Van              |
| karcsú sisakvirág (Aconitum variegatum subsp. gracile) |        |          | Van        |         |         |       | Van    |       |        |                  |
| farkasölő sisakvirág (Aconitum vulparia)               | Van    |          |            | Van     | Van     | Van   | Van    |       | Van    |                  |

## Gyógyászati felhasználás
Régebben gyakran árusították a gumószerű gyökereket gyógyszertárakban, erre utalt a „patika répája” elnevezés. Ez az elnevezés egy sajtóhiba révén „Katika répája” formára torzulva terjedt el. A havasi sisakvirágot ma is több forrás Katika-sisakvirág néven említi.